# 미야자키 일일 신문
미야자키 일일 신문(일본어: 宮崎日日新聞 / みやざきにちにちしんぶん)은 미야자키현에서 발행되는 일간지이다. 1940년 11월 25일에 창간하였다. 본사는 미야자키현 미야자키시에 위치하고 있다.

## 개요
1940년 11월 25일 미야자키 현의 일간지 9 종이 (세 주 일부터 신문, 노베 신문, 미야자키 시사 신문, 오비 마이니치 신문 미야자키 마이니치 신문, 富島 신문, 미나미 큐슈 마이니치 신문 미야자키 중앙 신문 조국 양지 신문)를 통합하고 양지 날짜 일 신문으로 창간. 1961년 1월 1일 현재의 명칭으로 변경. 교도 통신사의 네트워크를 모은 국내외 뉴스에서 미야자키 현의 뉴스까지 총망라. 발행 부수는 약 17 만부이다.
매주 토요일에는 초등학생과 학부모의 '궁 일 어린이 신문」(타블로이드 판 올 컬러 총 12 페이지)이 신문의 구독자 전호 용으로 무료로 발급된다.

## 관련 방송 사업자
- 미야자키 케이블 - 커뮤니티 채널에서 "みやにち 930 '를 방송했다 (미야자키 현의 다른 케이블 방송국에 동시 송출).
- TV 미야자키 (UMK) - 개국 당초 저녁 뉴스 "UMK 로컬 뉴스"→ "UMK 뉴스 6:45"를 궁 날짜가 제작하고 기자 캐스터에 파견했다.
- FM 미야자키 (JOY FM) - 미야자키 일일 신문사가 최대 주주.

※ 또한 미야자키 방송 (MRT)에 마이니치 · 아사히 신문의 양자 함께 설립에 관여하고 있었지만, 매스 미디어 집중 배제 원칙의 관계에서 자본 관계를 축소했다. 그 후에도 성전 일 문화 센터 MRT micc에 소재하고 궁 일 그룹의 성전 일 종합 광고가 상기 3 개사 이외에 MRT도 거래 관계를 갖는 등 일정한 관계를 지속하고 있다.